# Doris Mosig
Doris Mosig (* 19. Juli 1955 in Bautzen) ist eine ehemalige Ruderin aus der DDR. 1974 und 1975 war sie Weltmeisterin im Achter.

## Karriere
Die 1,79 m große Doris Mosig ruderte für den SC DHfK Leipzig. 1974 gewann eine Rudergemeinschaft aus vier Vereinen bei den DDR-Meisterschaften den Titel im Achter in der Besetzung Doris Mosig, Gunhild Blanke, Irina Müller, Brigitte Ahrenholz, Bianka Schwede, Ilona Richter, Henrietta Dobler, Helma Lehmann und Steuerfrau Sabine Brincker. Diese Ruderinnen vertraten die DDR auch bei den ersten Weltmeisterschaften für Frauen, die 1974 in Luzern ausgetragen wurden. Dort siegte der Achter aus der DDR knapp vor dem Boot aus der Sowjetunion.
1975 gewannen Doris Mosig, Rosel Nitsche, Renate Neu, Monika Kallies, Bianka Schwede, Ilona Richter, Christiane Knetsch, Viola Goretzki und Steuerfrau Marina Wilke als Rudergemeinschaft aus fünf Vereinen den Titel bei den DDR-Meisterschaften. In dieser Besetzung siegte der Achter auch bei den Weltmeisterschaften in Nottingham vor dem Boot aus den Vereinigten Staaten. 1976 war Doris Mosig als Ersatzruderin für die olympische Ruderregatta nominiert, kam aber nicht zum Einsatz.